# Monkton (South Ayrshire)
Monkton ist eine Ortschaft in der schottischen Council Area South Ayrshire. Sie liegt rund zehn Kilometer nördlich von Ayr und vier Kilometer südöstlich von Troon nahe dem Ufer des Firth of Clyde.

## Geschichte
Spätestens im 12. Jahrhundert existierte ein Kirchengebäude an diesem Ort. Dieses unterstellte Walter FitzAlan, High Steward of Scotland, zwischen 1165 und 1172 der Abtei Paisley. Bei der heute als Ruine erhaltenen St Cuthbert’s Church handelt es sich um einen Nachfolgebau aus dem frühen 13. Jahrhundert. Im Jahre 1837 wurde das Gebäude aufgegeben. Monkton entwickelte sich im 18. Jahrhundert mit der Weberei. Im folgenden Jahrhundert, mit dem Eintreffen der Eisenbahn, wandelte sich Monkton zu einem bedeutenden Güterumschlagspunkt.
Während die Einwohnerzahl von 403 im Jahre 1861 innerhalb von 20 Jahren auf 354 sank, wurden im Rahmen der Zensuserhebung 1961 1045 Einwohner in Monkton gezählt. Danach war die Einwohnerzahl rückläufig auf 661 im Jahre 2001. Bei Zensuserhebung 2011 lebten 918 Personen in Monkton.

## Verkehr
In den 1970er Jahren wurde eine Umgehungsstraße um Monkton gebaut. Die Ortschaft ist durch die unmittelbar nordöstlich gelegene Einmündung der A78 (Greenock–Monkton) in die A77 (Glasgow–Stranraer) gut an das Fernstraßennetz angebunden. Entlang der Westflanke verläuft außerdem die kurze A79. Im 19. Jahrhundert richtete die Glasgow and South Western Railway einen Bahnhof in Monkton ein. Der Bahnhof lag auf dem Gebiet des heutigen Flughafens Glasgow-Prestwick, der sich unmittelbar südlich von Monkton erstreckt.

## Denkmäler
In der Umgebung von Monkton sind insgesamt vier Denkmäler der höchsten schottischen Denkmalkategorie A verzeichnet. Hierzu zählt neben den Ruinen der St Cuthbert’s Church auch die 1909 erbaute Arts-and-Crafts-Villa 3 Grey Gables. Am Nordostrand der Ortschaft befindet sich die Windmühle von Monkton. Die Turmwindmühle stammt aus dem 17. Jahrhundert und ist außerdem als Scheduled Monument klassifiziert. Nordöstlich von Monkton wurde 1748 das Macrae’s Monument erbaut. Es erinnert an den ehemaligen Präsidenten von Fort St. George, James Macrae, der aus der Region stammt.

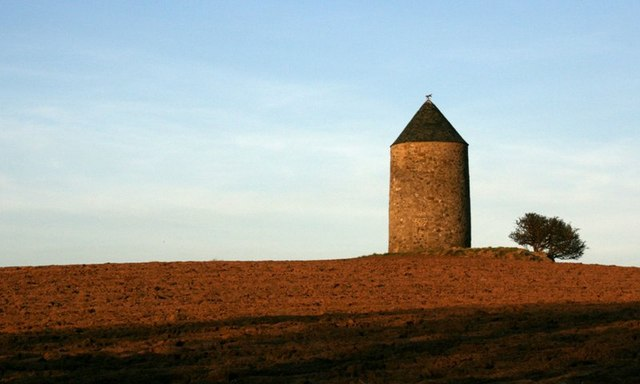
Windmühle von Monkton
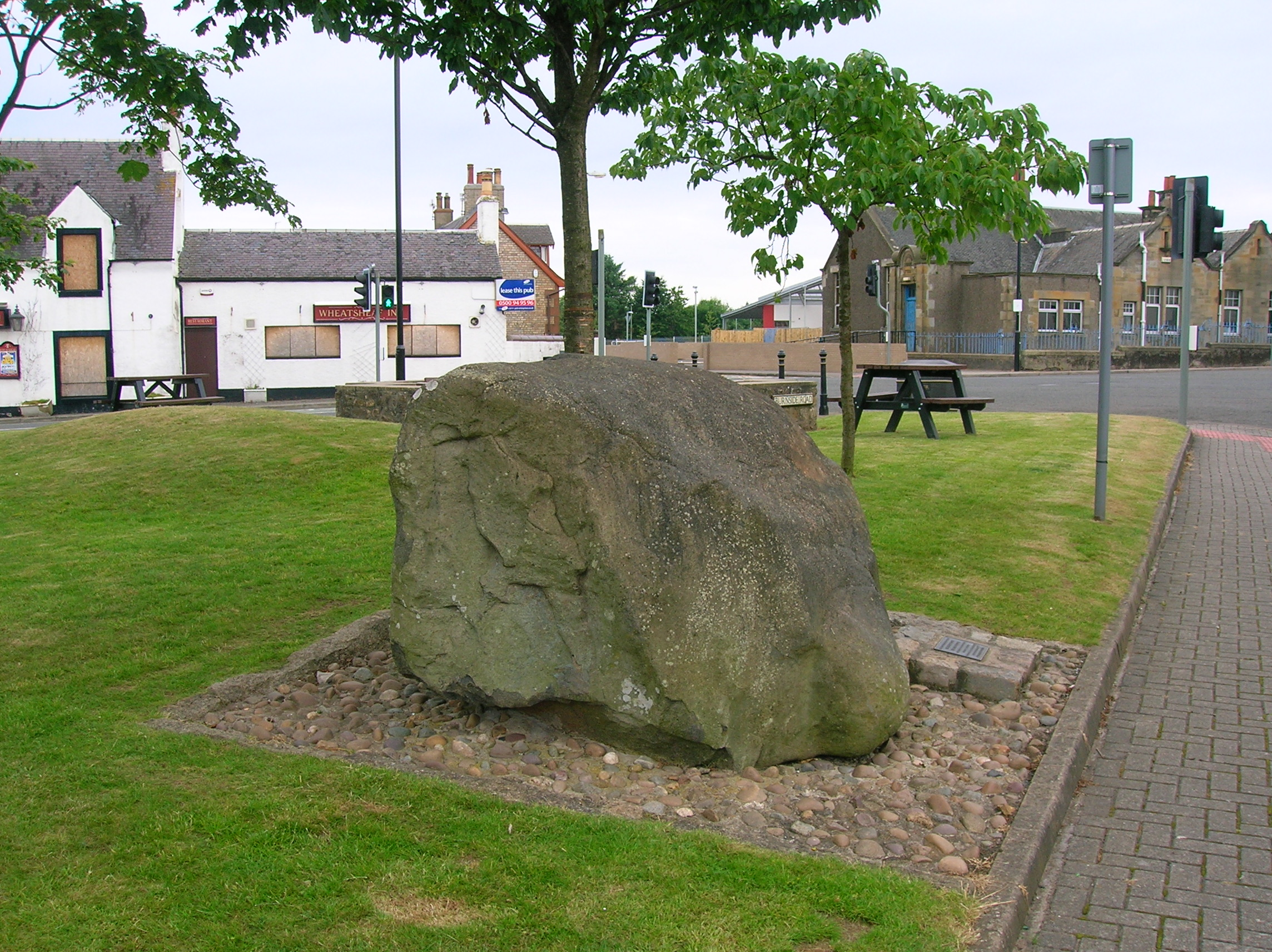
Hare Stone
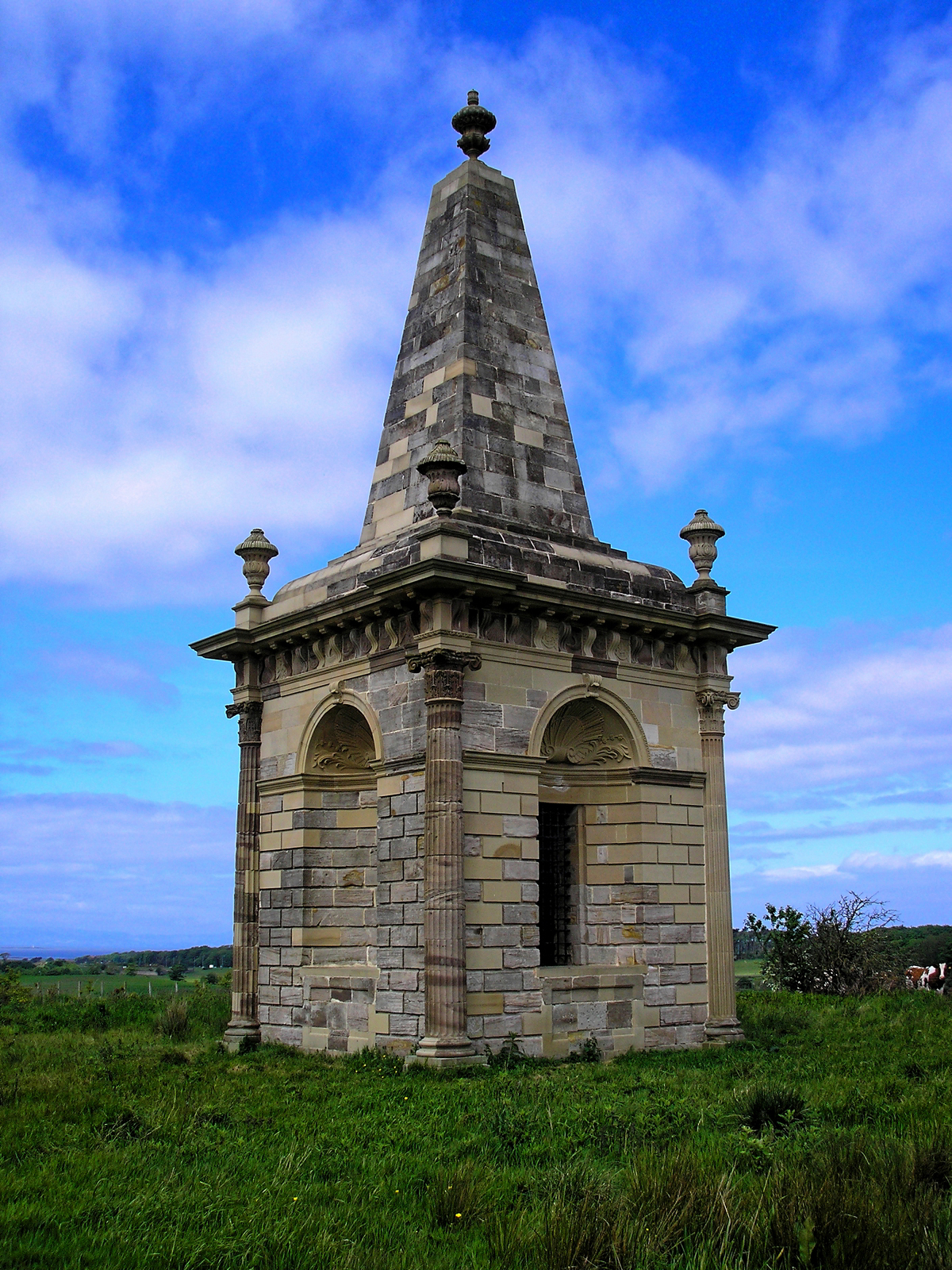
Macrae’s Monument